# Gheorghe Filip
Gheorghe Filip (n. 1932) este un om politic român, care a îndeplinit funcția de președinte al Consiliului Popular al municipiului Iași (funcție echivalentă cu cea de primar) în perioada 1965-1967.